# 4164 Shilov
4164 Shilov eller 1969 UR är en asteroid i huvudbältet som upptäcktes den 16 oktober 1969 av den ryska astronomen Ljudmila Tjernych vid Krims astrofysiska observatorium på Krim. Den har fått sitt namn efter den rysk sovjetiska målaren Alexandr Shilov.
Asteroiden har en diameter på ungefär 10 kilometer och den tillhör asteroidgruppen Eunomia.